# Josep Maria Minguella i Llobet
Josep Maria Minguella i Llobet (Guimerà, 1 de juny de 1941) és un exagent esportiu i exentrenador de futbol català.

## Biografia
Nascut a Guimerà, la seva família es va traslladar a Barcelona quan ell tenia sis anys. Va jugar amb els infantils del Club Deportiu Comtal, l'aleshores filial del Futbol Club Barcelona.
Va fer Dret a la Universitat de Barcelona i després va ser entrenador de l'equip de futbol de la universitat. Mentre estudiava es va treure el títol d'entrenador de futbol a l'Escola Territorial Catalana d'Entrenadors de Futbol, dirigida llavors per Domènec Balmanya.
El 1970, el FC Barcelona va contractar Minguella com a intèrpret de l'entrenador anglès Vic Buckingham. Quan Rinus Michels va ser nomenat entrenador del club el 1971, Minguella es va convertir en el seu assistent. Va treballar al costat del neerlandès durant quatre temporades, després de les quals va ser gerent de l'Hèrcules Club de Futbol durant la temporada 1975-76, en la qual el club aconseguí el millor resultat de la seva història acabant sisè classificat de la Primera divisió.
El 1978 va participar en la campanya electoral de Josep Lluís Núñez per a la presidència del FC Barcelona. En aquesta època es va convertir en agent esportiu i va participar en la contractació de nombrosos jugadors del FC Barcelona, entre ells Diego Armando Maradona, Hristo Stoítxkov i Romário. També va participar en la fundació de dos mitjans de comunicació esportius: Don Balón (1975) i Sport (1979).
Durant la presidència de Joan Gaspart, va ser assessor de fitxatges del club. El 14 de desembre de 2000 va estar present en la reunió celebrada on es va acordar el fitxatge de Leo Messi, quedant reflectit el compromís en un tovalló de paper. Aquest paper va romandre en poder seu i va ser desat en una caixa forta.
El 2003 va decidir participar en les eleccions presidencials del FC Barcelona, prometent fitxatges com Lúcio, Deco, Andrés D'Alessandro, Martin Petrov, Robinho i Roy Makaay. Tan sols obtingué el 3,62% dels vots i Joan Laporta esdevingué president del club.
El 2010, va tornar a participar en les eleccions presidencials del FC Barcelona. Juntament amb l'advocat Jordi Medina, també un excandidat presidencial, va presentar en la candidatura a l'empresari Santiago Salvat com a president. No obstant això, la candidatura no va reunir prou signatures per a poder presentar-se finalment a les eleccions.
Actualment és comentarista en les narracions del FC Barcelona al programa Tiempo de juego i col·laborador al programa El Partidazo tots dos de la COPE, i col·laborador del programa El club de la mitjanit d'Esport3 i Catalunya Ràdio.

## Obra publicada
- Quasi tota la veritat.  Barcelona: Base, 2009. ISBN 978-84-92437-62-7.
- Minguella leaks. Secrets i confidències del futbol.  Barcelona: Base, 2020. ISBN 978-84-17759-71-1.